# Lista de episódios de Kaiju No. 8

Pôster promocional da série

Kaiju No. 8 é uma série de anime inspirada no mangá homônimo de Naoya Matsumoto. Produzida pela Production I.G e com o Studio Khara supervisionando os designs e as artes dos kaijus, a série foi anunciada em agosto de 2022. A primeira temporada foi exibida de 13 de abril a 29 de junho de 2024, na TV Tokyo e suas afiliadas, com transmissão simultânea pelo Twitter. A direção ficou por conta de Shigeyuki Miya e Tomomi Kamiya, com roteiros escritos por Ichiro Okouchi. Os designs de personagens e a direção de animação foram coordenados por Tetsuya Nishio, enquanto Shinji Kimura cuidou da direção de arte, Mahiro Maeditoraa dos designs dos monstros e Yuta Bandoh da trilha sonora. Na primeira temporada, a canção tema de abertura é "Abyss", cantada por Yungblud, e a música tema de encerramento é "Nobody", de OneRepublic.
A segunda temporada foi anunciada em dezembro de 2024 durante a Jump Festa e estreou no dia 19 de julho de 2025. Um episódio original, "Dia de Folga de Hoshina" (保科の休日, Hoshina no Kyūjitsu), foi exibido nos cinemas japoneses durante três semanas a partir de 28 de março de 2025; foi transmitido pela TV Tokyo e afiliadas em 5 de julho do mesmo ano. A música tema de encerramento do episódio original “A Folga de Hoshina” é “Invincible”, cantada por OneRepublic. Para a segunda temporada, a música tema de abertura é “You Can't Run From Yourself”, interpretada por Aurora, enquanto a música tema de encerramento é “Beautiful Colors”, de OneRepublic.
A Crunchyroll disponibilizou a série durante sua exibição no Japão e também apresentou versões dubladas uma hora após a estreia na televisão, incluindo idiomas como inglês, português brasileiro, francês, alemão, italiano, espanhol, espanhol latino-americano, hindi, télugo e tâmil, e está programada para transmitir a segunda temporada. A Medialink ficou encarregada da licença da série para streaming no Sudeste Asiático, disponibilizando-a em seu canal Ani-One Asia no YouTube.

## Resumo da série
| Temporada | Temporada | Episódios | Episódios | Originalmente exibido | Originalmente exibido |
| Temporada | Temporada | Episódios | Episódios | Estreia da temporada  | Final da temporada    |
| --------- | --------- | --------- | --------- | --------------------- | --------------------- |
|           | 1         | 12        | 12        | 13 de abril de 2024   | 29 de junho de 2024   |
|           | Especial  | Especial  | Especial  | 5 de julho de 2025    | 5 de julho de 2025    |
|           | 2         | 11        | 11        | 19 de julho de 2025   | ASA                   |

## Episódios

### 1ª temporada (2024)
| N.º geral | N.º na temp. | Título | Dirigido por                                                                 | Storyboard por                   | Exibição original   |
| --- | ------------ | --- | ---------------------------------------------------------------------------- | -------------------------------- | ------------------- |
| 1 | 1            | "O Homem Que Virou Kaiju" Transliteração: "Kaijū ni Natta Otoko" (em japonês: 怪獣になった男)                                                  | Tomomi Kamiya                                                                | Tomomi Kamiya                    | 13 de abril de 2024 |
| Kafka Hibino trabalha como faxineiro, encarregando-se de descartar os restos de Philinosoma e outros kaijus que foram eliminados pela Força de Defesa Anti-Kaiju, uma organização militar dedicada à proteção do Japão contra essas criaturas. Embora inicialmente quisesse integrar a Força, ele desistiu após não ser aprovado em um exame antes de atingir a idade limite. No entanto, ele descobre que a idade de recrutamento foi recentemente ampliada para 32 anos, tornando-o novamente elegível. Durante seu trabalho, Kafka e seu novo colega, Reno Ichikawa, que também almeja fazer parte da Força, enfrentam um ataque de um yoju Trichonephila, um kaiju de menor porte que acompanha os maiores, conhecidos como honjus. Após conter o yoju, a dupla é resgatada pela Terceira Divisão da Força de Defesa, sob o comando da capitã Mina Ashiro, amiga da infância de Kafka, com quem ele havia prometido lutar contra os kaijus juntos. Mais tarde, em um hospital, incentivado por Reno, Kafka decide tentar mais uma vez se juntar à Força de Defesa.ontudo, Kafka é atacado por um kaiju parasita que invade seu corpo pela boca, transformando-o em um híbrido humano-kaiju. Um paciente testemunha a situação de Kafka, fazendo com que ele e Reno tenham que fugir. Em uma cena pós-créditos, Mina é convocada para reunir seu esquadrão e exterminar o kaiju que estaria no hospital. |              | |                                                                              |                                  |                     |
| 2 | 2            | "O Kaiju Que Derrota Kaiju" Transliteração: "Kaijū o Taosu Kaijū" (em japonês: 怪獣を倒す怪獣)                                                 | Takayuki Inagaki                                                             | Kazuya Nomura                    | 20 de abril de 2024 |
| Enquanto Mina dá ordens para que sua equipe vá até o local onde o kaiju foi avistado, Kafka e Reno deixam o hospital em busca de abrigo da Força de Defesa. Durante a fuga, Kafka percebe a presença de um yoju Trichonephila que surge do subterrâneo e ataca uma casa próxima, capturando uma mulher e sua filha. Kafka decide intervir e consegue eliminar o yoju, salvando mãe e filha, com a criança expressando sua gratidão, o que aumenta a vontade de Kafka em se unir à Força de Defesa. Após retornar à sua forma humana, Kafka escapa com Reno. Mina e seu esquadrão chegam ao local e questionam a garota sobre o que ocorreu. A jovem faz menção a um "bom kaiju" que ajudou ela e sua mãe, o que deixa Mina surpresa. Três meses depois, Kafka adota o codinome "Kaiju No. 8" após escapar da captura, e ele e Reno conseguem passar na primeira fase do teste. A dupla se dirige ao campo de testes para a etapa seguinte, onde encontram Kikoru Shinomiya, uma nova recruta que percebe que Kafka tem o cheiro de kaiju. |              | |                                                                              |                                  |                     |
| 3 | 3            | "Jogo de Volta" Transliteração: "Ribenji Matchi" (em japonês: リベンジマッチ)                                                                  | Hitomi Ezoe                                                                  | Kazumi Yū                        | 27 de abril de 2024 |
| Reno explica a Kikoru que ele e Kafka atuam como limpadores de kaiju, esclarecendo seu aroma e aliviando suas preocupações. Kafka e Reno iniciam a parte física da prova, a qual Kafka consegue passar por pouco, antes de seguir para o teste de aptidão. O inspetor responsável pelo exame, Soshiro Hoshina, vice-capitão da Terceira Divisão, informa que os recrutas devem eliminar um grande grupo de yoju Primigenius, liderados por um honju, em uma área designada para treinamento. Os recrutas estão equipados com trajes de combate, feitos a partir de fibras musculares de kaiju, que aumentam suas habilidades físicas e armamento, além de fornecer um escudo que, ao ser ativado, pode causar falha no teste. Os trajes demonstram uma taxa de poder de combate, com Kafka sendo o único recruta com uma porcentagem de 0%. Mesmo assim, Kafka usa seu conhecimento sobre kaiju para ajudar os demais a derrotar os inimigos quando um yoju o ataca e o machuca. Antes que seu escudo se ative, Kafka é resgatado por Kikoru, que, em seguida, recebe um conselho de Soshiro para desistir devido aos seus ferimentos. No entanto, Kafka opta por seguir em frente enquanto Mina observa sua evolução. |              | |                                                                              |                                  |                     |
| 4 | 4            | "Nível de Força 9,8" Transliteração: "Forutichūdo 9.8" (em japonês: フォルティチュード9.8)                                                     | Kazuki Yokoyama                                                              | Iwao Teraoka                     | 4 de maio de 2024   |
| Kafka e Reno tentam apoiar os outros recrutas, uma vez que seu poder de fogo é bastante reduzido. Kikoru, por sua vez, corre entre os recrutas, eliminando todos os yoju e honju, finalizando assim o teste de aptidão. Quando Kikoru está a ponto de voltar para os outros, é atacada por um kaiju humanoide inteligente que revive todos os yoju e honju, aumentando sua força durante o processo. O kaiju humanoide ordena o honju a atacar Kikoru, que se esforça para resistir a ele. Um flashback indica que o pai de Kikoru, Isao Shinomiya, diretor-geral da Força de Defesa, exige que ela seja impecável em combate em homenagem à sua mãe, que foi morta por um kaiju. Apesar do esforço, o honju fere Kikoru gravemente e fica perto de matá-la. No entanto, Kafka surge e se transforma, eliminando o honju e salvando a vida de Kikoru. A Força de Defesa identifica o nível de força de Kafka, indicando que é 9,8, o que é descartado como um equívoco de interpretação. Mina e Soshiro analisam o honju despedaçado, com Soshiro insinuando que ele possa estar ligado ao yoju Trichonephila que Kafka exterminou três meses atrás. No hospital, enquanto Kikoru se recupera, Soshiro a questiona se ela matou o honju que ressurgiu. Kikoru mente e afirma que foi ela a responsável pela sua morte. Posteriormente, o kaiju humanoide lê uma matéria sobre o incidente, transformando sua aparência em uma de um limpador de kaiju humano. |              | |                                                                              |                                  |                     |
| 5 | 5            | "Alistamento!" Transliteração: "Nyūtai!" (em japonês: 入隊！)                                                                                  | Kōji Komurakata                                                              | Yōjirō Arai                      | 11 de maio de 2024  |
| Após a conclusão do teste, Reno e Kikoru são promovidos a oficiais na Força de Defesa, enquanto Kafka é aceito como cadete para receber mais treinamento por recomendação de Soshiro. Este, por sua vez, destaca as contribuições de Kafka no teste de aptidão ao comitê seletivo. No entanto, Soshiro suspeita secretamente que Kafka esteja escondendo algo, já que seus sinais vitais não foram detectados quando o nível de força 9,8 foi detectado durante o exame. Kikoru discute com Kafka e Reno sobre a força de Kafka e se compromete a mantê-la em segredo. Ele adverte Kafka a ter cautela, já que kaiju numerados são utilizados na fabricação de equipamentos mais potentes. O trio prossegue com seu treinamento, expandindo gradualmente sua capacidade de combate. Kafka e Reno fazem amizade com os recrutas Iharu Furuhashi, Haruichi Izumo e Aoi Kaguragi. Kafka sugere que ele e Mina são amigos de infância, o que é ouvido por Soshiro. Posteriormente, Kafka e Soshiro discutem a promessa feita por Kafka a Mina e que ele pretende ficar ao seu lado, o que Soshiro interpreta como um desafio para assumir sua posição. A conversa é interrompida por um aviso de emergência, e Kafka se prepara para sua primeira missão. |              | |                                                                              |                                  |                     |
| 6 | 6            | "Operação de Extermínio em Sagamihara ao Amanhecer" Transliteração: "Yoake no Sagamihara Tōbatsu Sakusen" (em japonês: 夜明けの相模原討伐作戦) | Tetsuji Nakamura                                                             | Kazuya Nomura                    | 18 de maio de 2024  |
| A Terceira Divisão começa uma ação para erradicar um grande honju do tipo fungo, conhecido como Mixogastero, que se manifesta em Sagamihara. Mina emprega sua arma pessoal, um potente canhão portátil, para eliminar o honju, usando todo o seu poder de combate disponível. A queda do honju provoca a proliferaçãoe um enxame de yoju Phaneroplus que começa a se aproximar da cidade. Kafka e os demais membros da divisão têm a tarefa de erradicar o enxame para prevenir mais devastação. Kafka se esforça para auxiliar na batalha devido à sua reduzida capacidade de combate, então ele decompõe um yoju morto, descobrindo seu núcleo e um conjunto de órgãos reprodutivos que possibilitam o seu crescimento mesmo após a morte. Soshiro expressa gratidão a Kafka pela ajuda e a informação é disseminada para outros grupos. Enquanto Reno e Iharu eliminam os yoju em uma parte da cidade, eles se deparam com o kaiju humanoide que feriu Kikoru durante o teste de admissão, disfarçado como humano. Ele questiona como a Força de Defesa descobriu a anatomia dos yoju. |              | |                                                                              |                                  |                     |
| 7 | 7            | "Kaiju No. 9" Transliteração: "Kaijū Kyu-gō" (em japonês: 怪獣9号)                                                                             | Yoshihide Ibata                                                              | Takayuki Sano e Shigeyuki Miya   | 25 de maio de 2024  |
| O kaiju humanoide ataca Reno e Iharu, causando sérios ferimentos no último. Reno tenta se comunicar com o restante da Terceira Divisão, porém o kaiju humanoide revela que criou um "espaço mimético" que impede as comunicações, permitindo que ele se mantenha oculto da Força de Defesa. Reno e Iharu se esforçam para vencê-lo, porém são facilmente derrotados. Quando o kaiju humanoide está prestes a eliminá-los, Kafka surge e o derrota sem dificuldade. Contudo, dois agentes da Terceira Divisão aparecem, impedindo Kafka de exterminar o kaiju humanoide, e ele consegue escapar. Kafka foge do local e se refugia em um beco, onde é surpreendido por Soshiro, que o ataca e o acusa de atacar Reno e Iharu. Soshiro retira o limitador do seu uniforme, permitindo que ele utilize todo o seu potencial de combate disponível, e comunica à Terceira Divisão que está neutralizando o Kaiju No. 8. |              | |                                                                              |                                  |                     |
| 8 | 8            | "Boas-Vindas à Força de Defesa" Transliteração: "Bōei Tai e Yōkoso" (em japonês: 防衛隊へようこそ)                                             | Haruo Okuno                                                                  | Haruo Okuno                      | 1 de junho de 2024  |
| Kafka se esforça para se proteger o bastante para escapar sem ferir o vice-capitão. Soshiro identifica o núcleo de Kafka e tenta eliminá-lo. No entanto, Kafka reage com êxito ao seu ataque, quebrando a espada do vice-capitão e escapa sem ser notado. Soshiro comunica a Mina que suspeita que o Kaiju No. 8 possa ser um daikaiju, uma espécie de kaiju rara e poderosa. O kaiju humanoide, agora conhecido como Kaiju No. 9 pela Força de Defesa, assassina um homem e o absorve, assumindo sua aparência e se escondendo. Após concluir a missão, Kafka e Kikoru fazem uma visita a Reno e Iharu, que se encontram em recuperação em um hospital. A Terceira Divisão organiza uma celebração em comemoração ao seu triunfo e à recuperação de Reno e Iharo. Soshiro comunica que Kafka foi oficialmente incorporado à Força de Defesa por suas contribuições na missão. Posteriormente, ele é promovido por Mina, que esclarece a Kafka que essa decisão foi baseada na recomendação de Soshiro. Ao deixar a base para participar de uma reunião na sede sobre o No. 9, Kafka visita Soshiro durante seu treino e expressa gratidão por sua confiança. Enquanto isso se desenrola, nas alturas acima da base, um conjunto de yoju voadores, sob a liderança de um outro kaiju humanoide, se prepara para atacar a base da Terceira Divisão. |              | |                                                                              |                                  |                     |
| 9 | 9            | "Base de Tachikawa sob Ataque" Transliteração: "Tachikawa Kichi Shūgeki" (em japonês: 立川基地襲撃)                                            | Kōji Komurakata, Ryōta Furukawa, Claire Barbou des Courières e Hirotaka Mori | Ryōta Furukawa                   | 8 de junho de 2024  |
| O grupo de kaiju voadores aterrissa na base da Terceira Divisão e inicia sua ofensiva. Enquanto Mina está na sede, Soshiro comanda as ações de defesa. Kafka reconhece os kaiju como wyverns denominados Preondáctilos e compartilha essa informação com Soshiro e o restante da divisão, informando que eles costumam ser solitários. Soshiro conclui que os wyverns abandonaram o orgulho e estão se unindo sob a liderança de um líder. O líder é identificado como outro kaiju humanoide inteligente com um nível de força de 8,3, classificando-o como um daikaiju. O humanoide ataca Soshiro por ser o mais lutador mais forte da base. Ao mesmo tempo, Reno, Iharu, Haruichi e Aoi se esforçam para eliminar os outros wyverns com a ajuda de Kikoru, que recebeu um machado como arma pessoal, proveniente dos restos de um honju que foi eliminado anteriormente. Soshiro prossegue na batalha contra o humanoide, transportando-o para os campos de treinamento, empregando todo o seu poder de combate disponível e quase aniquilando seu núcleo. Contudo, o humanoide mantém seu núcleo intacto e se modifica, aumentando seu tamanho e força para 9,0, enquanto se prepara para o próximo confronto. |              | |                                                                              |                                  |                     |
| 10 | 10           | "Revelação" Transliteração: "Bakuro" (em japonês: 曝露)                                                                                        | Kenta Kushitani                                                              | Susumu Nishizawa                 | 15 de junho de 2024 |
| A batalha de Soshiro contra o humanoide continua, porém seu traje para de ser produzido completamente devido à tensão que provoca em seu corpo. No decorrer da batalha, ele lembra-se de ter sido aconselhado por seu pai e superiores a desistir de se juntar à Força de Defesa, pois não possui habilidade suficiente para manusear armas de fogo. Surpreendentemente, Mina solicitou que ele se incorporasse à sua equipe, pois suas competências podem ser úteis contra futuros kaiju menores e porque ela não tem habilidade para manusear lâminas sozinha. Considerando a confiança que Mina depositou nele, Soshiro persiste na luta, mesmo sob tensão física, até que o humanoide o alcança. Kafka tenta se transformar para salvá-lo, porém, graças ao retorno oportuno de Mina e ao auxílio de Kikoru, a Terceira Divisão consegue derrotar o kaiju. A comemoração da divisão é interrompida ao perceberem que o restante dos kaiju wyvern se uniram em uma bomba com potencial para arrasar a cidade inteira. Sem alternativa, Kafka assume sua forma kaiju diante de todos, salta para interceptar a bomba e a lança a uma altura maior, fazendo com que ela exploda bem longe da cidade. À medida que a poeira se acalma, Mina e os demais membros da divisão se juntam em torno de Kafka para detê-lo. |              | |                                                                              |                                  |                     |
| 11 | 11           | "Kaiju No. 8 Preso" Transliteração: "Torawareta Kaijū Hachi-gō" (em japonês: 捕らわれた怪獣8号)                                                | Ayataka Tanemura                                                             | Ayataka Tanemura                 | 22 de junho de 2024 |
| Os altos escalões da Força de Defesa, sob a liderança de Isao Shinomiya, ordenam que a Terceira Divisão entregue Kafka à sede na base marítima de Ariake, com o transporte sendo supervisionado pelo vice-diretor da Força de Defesa, Keiji Itami. Durante sua detenção, Kafka recebe de Mina a informação de que ela e os demais membros da Terceira Divisão não o consideram um inimigo e que farão o possível para ajudá-lo a evitar a eliminação. Mina expressa o desejo de Kafka de estar ao seu lado, afirmando que aguarda seu retorno. Reno, Iharu, Haruichi e Aoi serão transferidos para outras divisões em busca de treinamento adicional, enquanto a base da Terceira Divisão passa por reconstrução após sua destruição causada pelo kaiju humanoide, agora identificado como Kaiju No. 10. Kikoru conversa com seu pai sobre a possibilidade de salvar a vida de Kafka, já que ela foi resgatada durante o teste de aptidão. Isao, por outro lado, apresenta a ela um raio-x do peito de Kafka, afirmando que seu coração agora é um núcleo de kaiju e tenta convencer que ele não é mais humano. Apesar disso, Kikoru defende a humanidade de Kafka. Em seguida, Isao enfrenta Kafka em uma cela de contenção na tentativa de se livrar dele. Kafka busca evitar a transformação em kaiju para reafirmar sua humanidade, mas sente uma poderosa energia irradiando do traje de Isao e se dá conta de que Isao usa uma arma numerada, um traje mais avançado da Força de Defesa, confeccionado a partir de kaijus numerados que foram derrotados; o traje de Isao, em particular, é feito com os restos do Kaiju No. 2. Quando Isao se prepara para desferir um golpe fatal, Kafka se transforma por completo e reage. Contudo, no fundo de seu subconsciente, o enigmático kaiju que o contaminou assume o controle de seu corpo, forçando-o a avançar em direção a Isao, enquanto Kikoru observa a cena horrorizada. |              | |                                                                              |                                  |                     |
| 12 | 12           | "Kafka Hibino" Transliteração: "Hibino Kafuka" (em japonês: 日比野カフカ)                                                                      | Katsuya Kikuchi                                                              | Katsuya Kikuchi e Shigeyuki Miya | 29 de junho de 2024 |
| Kafka e Isao continuam lutando enquanto Keiji percebe que o diretor-geral parece mais estar testando o Kafka do que tentar matá-lo. Kikoru nota que suas palavras chegaram aos ouvidos de seu pai. Kafka ganha mais força, expande-se e domina Isao. No inconsciente de Kafka, um enigmático kaiju o devora, lançando-o em um abismo. Quando Kafka está prestes a desferir o golpe fatal, uma imagem mental de Mina segura sua mão e afirma que ela sempre estará aguardando, impedindo-o de assassinar Isao. Kafka desmaia e é socorrido por profissionais de saúde. O restante da Terceira Divisão lembra das contribuições de Kafka e aguarda sua volta, enquanto Mina é convocada para a sede para trazer detalhes sobre Kafka como oficial. Ela elogia seus esforços e faz comentários positivos sobre sua personalidade, lembrando os tempos em que ele a consolou quando eram mais novos. Isao visita Kafka e esclarece que optou por mantê-lo vivo como uma vantagem para a Força de Defesa. No entanto, o restante da cúpula ainda o considera um kaiju e deseja sua morte. Ele instrui Kafka a demonstrar seu mérito, chamando-o pelo nome. Kafka declara que irá demonstrar sua competência como oficial. A Terceira Divisão recebe a notícia de que a eliminação de Kafka foi adiada. Durante uma cena pós-créditos, Kaiju No. 9 conversa com uma versão alternativa de si mesmo enquanto se prepara para seu próximo passo. |              | |                                                                              |                                  |                     |

### Especial
| N.º             | Título                                                                              | Dirigido por   | Storyboard por | Exibição original  |
| --------------- | ----------------------------------------------------------------------------------- | -------------- | -------------- | ------------------ |
| 12.5 (Especial) | "A Folga de Hoshina" Transliteração: "Hoshina no Kyūjitsu" (em japonês: 保科の休日) | Shintarō Itoga | Naoki Arakawa  | 5 de julho de 2025 |

### 2ª temporada (2025)
| N.º geral | N.º na temp. | Título                                                                                         | Dirigido por | Storyboard por                  | Exibição original   |
| --------- | ------------ | ---------------------------------------------------------------------------------------------- | ------------ | ------------------------------- | ------------------- |
| 13        | 1            | "Armas Kaiju" Transliteração: "Kaijū Heiki" (em japonês: 怪獣兵器)                             | Mineo Oe     | Shigeyuki Miya                  | 19 de julho de 2025 |
| 14        | 2            | "A Provação da Próxima Geração" Transliteração: "Jisedai no Shiren" (em japonês: 次世代の試練) | Kazuma Satō  | Kazuya Nomura                   | 26 de julho de 2025 |
| 15        | 3            | "A Divisão Invencível" Transliteração: "Saikyō no Butai" (em japonês: 最強の部隊)              | Haruo Okuno  | Haruo Okuno e Takahito Katayama | 2 de agosto de 2025 |

## Home video

### Japonês
| Vol.         | Vol.  | Episódios                  | Personagem(ns) de capa | Data de lançamento    | Ref.   |
| ------------ | ----- | -------------------------- | ---------------------- | --------------------- | ------ |
|              | 1     | 1–3                        | Kafka Hibino           | 17 de julho 2024      | [ 23 ] |
| 2            | 4–6   | Reno Ichikawa              | 21 de agosto de 2024   | [ 24 ]                |        |
| 3            | 7–9   | Kikoru Shinomiya           | 18 de setembro de 2024 | [ 25 ]                |        |
| 4            | 10–12 | Mina Ashiro                | 16 de outubro de 2024  | [ 26 ]                |        |
| 2º temporada |       |                            |                        |                       |        |
|              | 5     | 13–14 + A Folga de Hoshina | Soshiro Hoshina        | 15 de outubro de 2025 | [ 27 ] |
| 6            | 15–17 | ASA                        | 19 de novembro de 2025 | [ 28 ]                |        |
| 7            | 18–20 | ASA                        | 19 de novembro de 2025 | [ 29 ]                |        |
| 8            | 21–23 | ASA                        | 21 de janeiro de 2026  | [ 19 ]                |        |